# شهرستان شاموتووی
شهرستان شاموتووی (به لهستانی: Powiat Szamotuły) یک شهرستان در لهستان است که در استان لهستان بزرگ‌تر واقع شده‌است. شهرستان شاموتووی ۱٬۱۱۹٫۵۵ کیلومتر مربع مساحت و ۸۵٬۸۴۹ نفر جمعیت دارد.